# جلگه خلج علیا

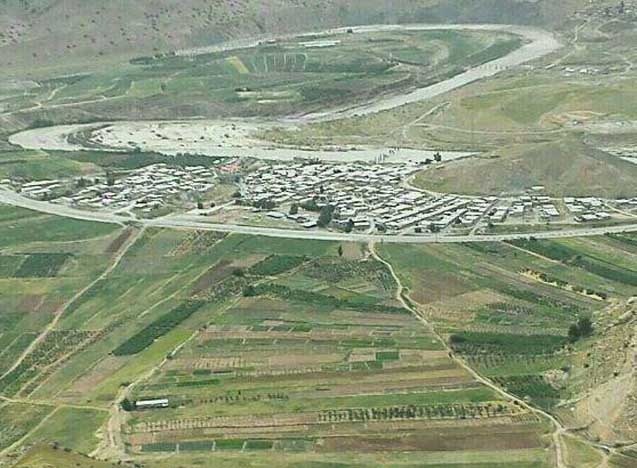
روستای جلگه خلج. عکس از آقارضا جودکی

 جلگه خلج علیا روستایی از توابع بخش مرکزی شهرستان پلدختر در استان لرستان ایران است.

## جمعیت
این روستا در دهستان ملاوی قرار دارد و براساس سرشماری مرکز آمار ایران در سال ۱۳۹۵، جمعیت آن ۶۸۴ نفر (۲۲۲ خانوار) بوده‌است.